# 1ª Divisione libica
La 1ª Divisione libica, spesso identificata come Divisione libica "Sibille" dal nome del comandante, fu una grande unità di fanteria coloniale del Regio Esercito durante la seconda guerra mondiale. Prese parte all'invasione italiana dell'Egitto, per venire poi distrutta durante l'Operazione Compass.

## Storia
Le origini della divisione si possono far risalire alla Divisione Fanteria "Libia"; essa prese parte all'occupazione dell'Abissinia al comando del generale Guglielmo Nasi e sciolta al termine della campagna.
Alla vigilia dell'entrata in guerra, in vista dell'offensiva italiana sul fronte nordafricano, il 1º marzo 1940 vennero costituite la 1ª Divisione libica al comando del generale Luigi Sibille e al 2ª Divisione libica del generale Armando Pescatori. La 1ª Divisione venne inserita nella 10ª Armata. L'organico previsto, con un totale di 7224 uomini, era su due raggruppamenti di fanteria libica con tre battaglioni di ciascuno, un gruppo di artiglieria libica su tre batterie da 77/28, due batterie Breda 20/65 Mod. 1935, una compagnia di cannoni controcarro da 47/32 Mod. 1935, un battaglione del genio e vari servizi divisionali. Gli ufficiali ed i quadri specializzati erano nazionali, mentre la maggioranza della truppa era libica. In realtà, al momento dell'invasione italiana dell'Egitto, le due divisioni erano ancora in fase di approntamento, con organico incompleto: infatti allineavano rispettivamente un solo gruppo d'artiglieria ed una sola batteria antiaerea.
Il 13 settembre 1940 tutta la 1ª Divisione, insieme al I Battaglione Paracadutisti Libico "Fanti dell'Aria" attaccò Sollum, sulla costa, tenuta da plotoni delle Coldstream Guards. Gli inglesi minarono l'area, per poi ripiegare rapidamente su Marsa Matruh, lasciando sul terreno circa 50 uomini.
Nel dicembre 1940 iniziò la controffensiva inglese.  La divisione ed i paracadutisti erano trincerati a Maktila, a 16 km da Sidi el Barrani, quando vennero investiti il 10 dicembre. Gli scontri furono durissimi ed il giorno successivo la grande unità fu completamente distrutta, il comandante, generale Giovanni Cerio fu catturato e dal gennaio 1941 fu formalmente sciolta. Parte dei superstiti venne assegnata al Raggruppamento sahariano "Mannerini", in epoche seguenti.

## Ordine di battaglia
- 1ª Divisione libica[10]
  - 1º Raggruppamento fanteria libico
    - VIII Battaglione fanteria libico
    - IX Battaglione fanteria Libico
    - X Battaglione fanteria libico

  - 2º Raggruppamento fanteria libico
    - XI Battaglione fanteria libico
    - XII Battaglione fanteria libico
    - XIII Battaglione fanteria libico

  - 1º Raggruppamento artiglieria libica
    - VI Gruppo artiglieria libica da 77/28
    - VII Gruppo artiglieria libica da 77/28
    - 6ª Batteria contraerea libica da 20/65
    - 7ª Batteria contraerea libica da 20/65

  - I Battaglione misto genio libico
  - 1º Auto gruppo libico
  - 1ª Compagnia controcarri libica da 47/32
  - una sezione sanità
  - una sezione sussistenza

## Comandanti
- Gen. D. Luigi Sibille (20 aprile - ottobre 1940)
- Gen. D. Giovanni Cerio (ottobre - dicembre 1940)